# 異夢
《異夢》（韩语：／ Yimong），為韓國MBC為紀念3.1運動及大韓民國臨時政府成立100週年而製作的週末特別計劃連續劇，由《太王四神記》《師任堂，光的日記》尹尚浩導演與《特務情人IRIS》趙圭遠作家合作打造。此劇以日帝強佔期的朝鮮作為背景，講述自幼被日本人撫養長大的李英珍成為韓國臨時政府的特務，利用外科醫生的表面身份和武裝秘密鬥士義烈團團長金元鳳展開諜報行動，為將侵略者趕出祖國而拋頭顱、灑熱血的愛國故事。

## 演員陣容

### 主要人物
| 演員   | 角色   | 介紹 |
| 李枖原 | 李英珍 | 外科醫生。失去父母並留在成為廢墟的村莊的少女，得到日本軍軍醫Hiroshi收養，沒有任何不足地成長。在父親Hiroshi的勸導下走上醫生的路，表現出驚人集中力的她成為朝鮮人最初的女性外科醫生，並回到朝鮮，在慈惠醫院作為外科醫生工作。某一天非本意地捲入醫院的爆炸事故，最終到了包羅了東西洋的教授和醫學徒的當代名門的上海交通大學醫學學院留學，和很多人交流後回來，並在總督府醫院開始工作。好奇心很多，想到什麼就立刻說出來的性格，喜歡吃大碗飯。在亂世中與金元鳳相愛，攜手走過多場革命運動。 |
| 劉智泰 | 金元鳳 | 義烈團團長。義伯是大哥的意思，也是他的職責。知道他真正的名字是什麼的人差不多是沒有。坐著打盹，在一個地方不會停留超過2小時。說不上是善良，有道德的行動著。"該死的⋯狗XX！"等掛在嘴邊，訓斥著義烈團的部下們。對於臨時政府的獨立運動的方式覺得反感而計劃著武裝鬥爭。像火一樣的心，像火一樣的行動力，毫無顧慮地神出鬼沒。和冷酷的英珍有著對立點，但知道是互相需要著對方。在理念上雖然是有著不同的夢想，但意識到彼此存在著心意時，責怪著把英珍送到敵方深處的自己。他的真正名字是"金元鳳"，是義烈團團長，亦是之後朝鮮義勇隊的首領，參戰於中日戰爭中。義烈團團長，名為義伯。在亂世中與李英珍相愛，攜手走過多場革命運動。 |
| 林周煥 | 福田   | 朝鮮總督府法務部檢察官。精英家門出身，上流社會的氣度和禮儀兼備的紳士。在跟著檢察官前輩出入的青樓裡，獨佔著年輕女性的人氣。反對朝鮮人和日本人的差別對待，守護著對年上的英珍的愛情。作為特高課的檢察官，擔任獨立運動的人事，為了保持公正而努力著。違抗了父母安排和日本大將山本的長女的婚約，對於英珍的心更加堅定。夢想著為英珍打造和金元鳳相反，作為男人，應為女人而設的安穩的未來。 |
| 南圭麗 | Micky  | 京城俱樂部歌手。以性感的魅力，獨佔著京城俱樂部內年輕男性的人氣。聽聞是沒落的日本政治家門的獨生女。曾在美國學習，通曉西洋文物，爵士音樂主唱實力極佳。初期對於英珍的輕蔑和無視的態度是自我防禦，之後感受到英珍的真心，而成為獨一無二的摯友。心裡喜歡的福田的視線總是向著英珍而令心中的矛盾漸漸增大。 |

### 英珍周邊人物
| 演員                | 角色     | 介紹 |
| 李海英              | Hiroshi  | 英珍的養父，總督府醫院副院長，憲兵隊所長。他將年幼的英真帶到了日本，用真誠之心將其培養成人。病弱的妻子去世後，對英珍的愛越來越深，也許可以爲英珍捨命。本人的野心到什麼程度連本人都不知道。但是如果有東西阻擋自己前進的道路，不管用什麼方法都會冷靜的態度處理掉。                      |
| 李英淑              | 金賢玉   | 代替Hiroshi和英珍做家務的女管家。Hiroshi的妻子大部分時間都躺在病牀上，而真正撫養年幼英珍的則是賢玉。與他們一起生活因歲月而充滿感情，對英珍的愛和對Hiroshi的心意比任何人都深沉和一致。                                                                                                 |
| 金太祐 （特別出演） | 劉泰俊   | 韓國史懷哲，英珍的前輩。105人事件後，逃到滿洲的他爲了沒有得到醫療優惠的人，施展醫術，把自己的醫院作爲獨立運動家們的避難所。朝鮮總督府把逮捕泰俊作爲首要目標進行追捕。被認爲是獨立運動資金來源的主幹。和英珍是醫學院前後輩關係，給認爲獨立運動是毫無意義的犧牲的英珍提供了覺醒的契機。 |
| 尹智慧 （特別出演） | 金Esther | 朝鮮女性內科醫師，像對待親妹妹一樣對待英珍。 |

### 義烈團
| 演員   | 角色   | 介紹 |
| 趙福來 | 金南玉 | 義烈團團員。多血質，性格也急。比起團長元鳯，看起來更成熟讓人誤解是團長。雖然使用的是釜山方言，但是根據時間的不同，全羅道、咸鏡道方言等都比較熟練。他從小就和父親打獵，熟練的射擊技術堪稱一流。槍比飯勺還熟練，還像符咒一樣隨身帶着一顆子彈。爲了不易露臉的元鳳，雖然也不甘心做壞事，但還是會抱怨。 |
| 白承煥 | 馬扎爾 | 卡列斯基人，炸彈工程師。僞裝成梨花洋裝店裁剪師參加義烈團。雖然裝作不會說朝鮮話，對誰都說非敬語...被南玉發現。 |
| 朴荷娜 | 車正林 | 梨花洋裝店的設計師。看着元鳯淒涼的背影和沉重的肩膀，她下定決心要幫助義烈團。因對祖國獨立的願望和對元鳳的愛情，成為義烈團的一員。 |
| 李圭浩 | 尹世朱 | 元鳳的老鄉，市井後巷的老大。 |
| 許智元 | 朴奕   | 因爲吃不飽，生活不好，成了義烈團員，因爲吃得好，能過上好日子，就變節了。回頭看，剩下的只有對國家的愛憎，所以更困難了。 |
| 金株英 | 金勝鎮 | 白頭山的工作人員（列車員），主要是轉移了機密文件或炸彈。像老師一樣的泰俊死後隱身在義烈團，由於對妻子和父親的擔心不亞於擔心國家，所以有時會招來危機。 |

### 朝鮮總督府
| 演員   | 角色     | 介紹 |
| 全鎮基 | 小田龍二 | 總督府法務局長，福田的上司。和Hiroshi是陸軍士官學校同期，亦是競爭和牽制的對象。帶著笑臉在別人背上插刀已是根深蒂固的事，所以即使計劃了什麼的作戰，也會準備好第二方案。這樣的情況下令小田在諜報戰世界中處於優勢。有著目前反間諜機關中最強的力量，為了不失去那權力而準備連朋友Hiroshi都要背叛。 |
| 薛正煥 | Maru     | Hiroshi的副官。無論何時都守在Hiroshi的身邊的憲兵隊組長(上士)。只是當Hiroshi穿軍服時穿上軍服，除此之外都是穿著西裝。沉默寡言，如果是Hiroshi的命令的話，會不過問理由的處理好。 |
| 安新宇 | 小野健太 | 總督府警務局長，松浦的上級。在Hiroshi和小田之間維持著中立。不會越過自己劃下的線。在為了統治朝鮮的各處的權力競爭中，覺得還是細小而漫長的存在才是最好的。 |
| 劉相在 | Roku     | 上海日本領事館特搜要員。活躍於前線，特長是暗殺。每次為變更的現場指揮官帶來最高的表演的獨行者。和福田很合拍。 |

### 鐘路警察所
| 演員   | 角色 | 介紹 |
| 許成泰 | 松浦 | 日本警部。作為朝鮮人，更殘酷地壓逼朝鮮人，本名是盧正率。拷問專家，不斷的懷疑著英珍，連她周邊的人都折磨。相信自己只是錯誤的出生在朝鮮的日本人。松浦眼中有著日本人養父的英珍是他的妒忌對象。為了不被無視而在外型上費心不少。高級洋服，以至高級皮鞋。不沾所有的酒，香煙等，也討厭出入妓院。 |
| 姜必善 | 大輝 | 鐘路警察所巡警，松浦的部下。 |
| 李教燁 | 松田 | 特務1課刑警。 |
| 尹俊成 | 木村 | 特務1課刑警。 |
| 朴善雄 | 太郎 | 特務1課刑警。 |

### 朝鮮總督府醫院
| 演員   | 角色     | 介紹 |
| 尹鍾和 | 石田清水 | 朝鮮總督府醫院外科科長。醉心於優生學。認為日本人比朝鮮人優等，以自己的方式分析。對於Hiroshi的養女李英珍享有的所有事物都看不順眼                          |
| 金奎鐘 | 成俊秀   | 舊惠慈醫院、現朝鮮總督府外科醫生。帶著有魅力的爽朗笑容。打敗了跟隨著萬歲運動的全校第一，在那年第一次成為全校第一。認為現在能笑的是成為醫生，並安於現狀。 |

### 青幫
| 演員   | 角色   | 介紹 |
| 金法萊 | 杜月笙 | 中國秘密結社青幫的老大。掌握著在整個上海像蜘蛛網散布的人力車組織和地攤，以由此得到的情報為基礎，把事業擴大。以酒店和賭場，軍需品和醫藥品走私等，發揮著資金力和影響力，參與大韓民國臨時政府的成立，之後持續地幫助臨時政府的獨立運動。被義烈團團長金元鳳的熱血感動，跟他結拜為義兄弟，並支援義烈團的武裝鬥爭。 |
| 郑成日 | 陳秀   | 杜月笙的助手。擔任青幫的老大杜月笙身邊的秘書和咨詢。除了中文，韓文，英文和法文也通曉，連唱歌也擅長。不喝酒，一天只吃一餐等，自我管理非常出眾。是換臉這門中國傳統技變臉的傳人，並把這技術教授給元鳳和英珍。                                                                                                   |
| 李善鎭 | 李素敏 | 16歲去到中國的朝鮮女性，得到杜月笙的注目而進到青幫。主要是在青幫營運的酒店裡工作，接待和管理來找青幫的客人。一有空就向陳秀學習武術，武術實力非常厲害。她也是跟同樣離開了故鄉的朝鮮人一樣，對朝鮮又愛又恨。                                                                                                   |

### 其他人物
| 演員   | 角色     | 介紹 |
| 金曙羅 | 劉老闆娘 | 京城俱樂部的老闆娘。法文名字是Lily，來到朝鮮的日本人。和西洋的上流層交流而得到很多情報，以此進行地下金融的事業，並賺到大錢。是在京城能最快把最多的現金運用的人之一。                                   |
| 劉河福 | 金九     | 大韓民國臨時政府的首長。抗日運動初期反對金元鳳的武力鬥爭，每事都發生衝突。但是進入日帝強佔期後半段，他也是計劃和實行著很多的武裝獨立鬥爭。在尹奉吉事件後，為了逃避日帝的追捕，得到英珍的幫忙而躲避著。 |
| 崔光濟 | 村井     | 駐滿州的日本軍大尉。拿著走私鴉片和軍用品得到的私益，並對中毒的人毫不留情地趕走。中了英珍的槍後以為死掉，但之後以更惡毒的模樣出現並追趕著英珍。                                                         |
| 金淑仁 | 馬氏     | 在上海居住的朝鮮人。溫柔的大媽的表面下其實有著曾經縱橫戰場的雙重間諜「黑鳶尾花」的影子。盛傳是在英珍眼前死亡，但之後作為青幫的所屬為幫助英珍而出現。                                                   |
| 李漢偉 | 宋秉畯   | 野田平次郎伯爵，親日反民族行為者，能和總督獨對的少數朝鮮人。在他面前，大家都對他俯首稱臣，在他背後則當他的名字作罵人的話。和日本右翼團體黑龍會聯手，為了暗殺在上海的金九而策劃著計謀。                 |

## 收視率
| 集數       | 播出日期   | AGB收視率        | AGB收視率      | TNmS收視率       |
| 集數       | 播出日期   | 大韓民國（全國） | 首爾（首都圈） | 大韓民國（全國） |
| ---------- | ---------- | ---------------- | -------------- | ---------------- |
| 1          | 2018/05/04 | 5.0%             |                | 6.8%             |
| 2          | 2018/05/04 | 7.1%             | 7.0%           | 8.2%             |
| 3          | 2018/05/04 | 5.9%             | 5.7%           | 6.3%             |
| 4          | 2018/05/04 | 6.5%             | 6.3%           | 6.3%             |
| 5          | 2018/05/11 | 5.5%             | 6.2%           |                  |
| 6          | 2018/05/11 | 6.4%             | 6.5%           | 6.6%             |
| 7          | 2018/05/11 | 5.7%             | 5.5%           | 6.0%             |
| 8          | 2018/05/11 | 6.1%             | 6.2%           |                  |
| 9          | 2019/05/18 | 4.7%             |                |                  |
| 10         | 2019/05/18 | 5.8%             | 5.9%           | 6.5%             |
| 11         | 2019/05/18 | 5.1%             |                |                  |
| 12         | 2019/05/18 | 5.2%             | 5.3%           |                  |
| 13         | 2019/05/25 | 4.9%             |                |                  |
| 14         | 2019/05/25 | 5.8%             | 5.3%           | 5.8%             |
| 15         | 2019/06/01 | 3.9%             |                |                  |
| 16         | 2019/06/01 | 5.1%             | 5.2%           | 5.9%             |
| 17         | 2019/06/01 | 4.5%             |                |                  |
| 18         | 2019/06/01 | 5.0%             |                |                  |
| 19         | 2019/06/08 | 4.7%             |                |                  |
| 20         | 2019/06/08 | 5.1%             | 5.2%           |                  |
| 21         | 2019/06/08 | 4.8%             |                |                  |
| 22         | 2019/06/08 | 5.5%             | 5.8%           | 5.4%             |
| 23         | 2019/06/15 | 3.3%             |                |                  |
| 24         | 2019/06/15 | 3.9%             |                |                  |
| 25         | 2019/06/15 | 4.0%             |                |                  |
| 26         | 2019/06/15 | 4.5%             |                |                  |
| 27         | 2019/06/22 | 3.0%             |                |                  |
| 28         | 2019/06/22 | 4.5%             |                |                  |
| 29         | 2019/06/22 | 4.2%             |                |                  |
| 30         | 2019/06/22 | 5.1%             |                |                  |
| 31         | 2019/06/29 | 2.9%             |                |                  |
| 32         | 2019/06/29 | 3.9%             |                |                  |
| 33         | 2019/06/29 | 4.5%             |                |                  |
| 34         | 2019/06/29 | 5.0%             |                |                  |
| 35         | 2019/07/06 | 2.2%             |                |                  |
| 36         | 2019/07/06 | 3.8%             |                |                  |
| 37         | 2019/07/06 | 4.1%             |                |                  |
| 38         | 2019/07/06 | 4.8%             |                |                  |
| 39         | 2019/07/13 | 3.0%             |                |                  |
| 40         | 2019/07/13 | 4.3%             |                |                  |
| 平均收視率 | 平均收視率 | 4.73%            | －             | －               |

- 收視最低的集數以藍色表示，收視最高的集數以紅色表示，而空格則表示該集的收視沒有相關數據。

## 同時段作品

### 同時段競爭作品
- SBS 金土連續劇：《綠豆花》
- tvN 週末連續劇：《自白》、《阿斯達年代記》
- OCN 週末經典連續劇：《Kill It》、《Voice3》

### 同一劇集時段作品
- KBS2 週末連續劇：《我世上最漂亮的女兒》
- JTBC 金土連續劇：《美麗的世界》、《輔佐官–改變世界的人們》

## 記事
- 此劇斥資200億韓元，採用100%事前製作，於2019年4月底攝製完成[6]。
- 此劇片頭誤植國旗，將中華人民共和國和中華民國合併為同一國家，劇情開頭時代背景設定為1920年，這個時期仍屬中華民國中國地區而並非現任中國共產黨統治地區。節目在歷史上出錯且侵犯中華民國主權與領土，並且篡改中國歷史。

### 引見
1. ↑  Jessica. . Kpopn. 2018-08-17  [2019-05-02]. （原始内容存档于2019-05-02） （中文（臺灣））.
2. ↑  新锐制片人毛雷. . 新浪网. 2019-03-01 （中文（中国大陆））.
3. ↑  MiJimin. . 韓星網. 2019-05-02  [2019-05-02]. （原始内容存档于2019-05-02） （中文（臺灣））.
4. ↑   [每日收視數據表] (AGB).   [2019-05-02]. （原始内容存档于2017-03-17） （韩语）.
5. ↑   [每日收視數據表]. (NAVER).   [2019-07-03]. （原始内容存档于2021-11-04） （韩语）.
6. ↑  유청희. . 한국경제(韓國經濟). 2019-04-09.

## 外部連結
- 韓國MBC官方網站 （页面存档备份，存于）
- 韓國MBC官方網站 （页面存档备份，存于）（中文）
- 異夢-NAVER （页面存档备份，存于）

| MBC 週末特別計劃劇                           | MBC 週末特別計劃劇                          | MBC 週末特別計劃劇 |
| -------------------------------------------- | ------------------------------------------- | ------------------ |
|                                              | 異夢 （2019年5月4日 – 2019年7月13日）       |                    |
| 悲傷時相愛 （2019年2月23日 – 2019年4月27日） | 黃金庭院 （2019年7月20日 – 2019年10月26日） |                    |

| 新加坡、 马来西亚、 印度尼西亞、 Oh!K 星期四、五 19:50 - 21:00（UTC+8；两集连播） | 新加坡、 马来西亚、 印度尼西亞、 Oh!K 星期四、五 19:50 - 21:00（UTC+8；两集连播） | 新加坡、 马来西亚、 印度尼西亞、 Oh!K 星期四、五 19:50 - 21:00（UTC+8；两集连播） |
| --------------------------------------------------------------------------------- | --------------------------------------------------------------------------------- | --------------------------------------------------------------------------------- |
|                                                                                   | 异梦 （2019年5月23日 - 2019年7月26日）                                            |                                                                                   |
| 银行家 （2019年3月28日 - 2019年5月18日）                                          | 重播劇集 (2019年8月2日-9月27日)意外發現的一天 (2019年10月3日－2019年11月22日)     |                                                                                   |